# كرسوع
الكرسوع (الاسم العلمي: Himantopus) هو جنس من الطيور يتبع فصيلة النكاتيات من رتبة الزقزاقيات.